# 喜多山南
喜多山南（きたやまみなみ）は、愛知県名古屋市守山区の地名。丁番を持たない単独町名である。住居表示実施地域。

## 地理
名古屋市守山区の南東部に位置し、東に薮田町、西に野萩町、南に太田井、北に喜多山と接する。

## 歴史

### 町名の由来
のちに喜多山一丁目および喜多山二丁目として住居表示を実施する地域が北側に隣接しており、同時期に名称が検討されたため、その位置から喜多山南としたものであるという。

### 沿革
- 1994年（平成6年）11月21日 - 住居表示実施に伴い、守山区大字小幡（字隈除・字中井の各一部[3]）の一部により、同区喜多山南として成立[1]。名古屋市告示では、大字大森字大清水の一部を含む[3]。

## 世帯数と人口
2019年（平成31年）4月1日現在の世帯数と人口は以下の通りである。
| 町丁     | 世帯数  | 人口    |
| -------- | ------- | ------- |
| 喜多山南 | 560世帯 | 1,321人 |

### 人口の変遷
国勢調査による人口の推移
| 2000年（平成12年） | 989人   | [ WEB 6 ] |  |
| 2005年（平成17年） | 1,193人 | [ WEB 7 ] |  |
| 2010年（平成22年） | 1,222人 | [ WEB 8 ] |  |
| 2015年（平成27年） | 1,248人 | [ WEB 9 ] |  |

## 学区
市立小・中学校に通う場合、学校等は以下の通りとなる。また、公立高等学校に通う場合の学区は以下の通りとなる。
| 番・番地等 | 小学校               | 中学校                 | 高等学校 |
| ---------- | -------------------- | ---------------------- | -------- |
| 全域       | 名古屋市立苗代小学校 | 名古屋市立守山東中学校 | 尾張学区 |

## 交通
- 愛知県道59号名古屋中環状線

### WEB
1. ↑  “愛知県名古屋市守山区の町丁・字一覧”.   人口統計ラボ. 2017年10月7日閲覧。
2. 1 2  “町・丁目(大字)別、年齢(10歳階級)別公簿人口(全市・区別)”.   名古屋市 (2019年4月22日). 2019年4月23日閲覧。
3. ↑  “郵便番号”.  日本郵便. 2019年3月17日閲覧。
4. ↑  “市外局番の一覧”.   総務省. 2019年1月6日閲覧。
5. ↑  名古屋市役所市民経済局地域振興部住民課町名表示係 (2015年10月21日). “守山区の町名一覧”.   名古屋市. 2017年10月7日閲覧。
6. ↑  名古屋市役所総務局企画部統計課統計係 (2005年7月1日). “（刊行物）名古屋の町(大字)・丁目別人口 (平成12年国勢調査) 守山区” (XLS). 2017年10月8日閲覧。
7. ↑  名古屋市役所総務局企画部統計課統計係 (2007年6月29日). “平成17年国勢調査　名古屋の町(大字)別・年齢別人口 守山区” (XLS). 2017年10月8日閲覧。
8. ↑  名古屋市役所総務局企画部統計課統計係 (2012年6月29日). “平成22年国勢調査　名古屋の町(大字)別・年齢別人口 守山区” (XLS). 2017年10月8日閲覧。
9. ↑  名古屋市役所総務局企画部統計課統計係 (2017年7月7日). “平成27年国勢調査　名古屋の町(大字)別・年齢別人口” (XLS). 2017年10月8日閲覧。
10. ↑  “市立小・中学校の通学区域一覧”.   名古屋市 (2018年11月10日). 2019年1月14日閲覧。
11. ↑  “平成29年度以降の愛知県公立高等学校（全日制課程）入学者選抜における通学区域並びに群及びグループ分け案について”.   愛知県教育委員会 (2015年2月16日). 2019年1月14日閲覧。

### 文献・注釈
1. 1 2  守山区制50周年記念事業実行委員会 2013, p. 396.
2. ↑  守山区制50周年記念事業実行委員会 2013, p. 355.
3. 1 2  名古屋市告示平成6年第330号（平成6年10月14日）